# Día negro
El día negro (en hangul, 블랙데이; romanización revisada, Beullaegdei) es una festividad no oficial que se celebra anualmente el 14 de abril en Corea del Sur, principalmente por personas solteras. Esta fecha festiva está estrechamente relacionada con el Día de San Valentín y el Día blanco japonés, formando un conjunto de celebraciones que reflejan el intercambio de regalos y afecto en distintas etapas del romance. Este día se celebra un mes después, en abril, por aquellas personas que no recibieron un regalo del sexo opuesto ni en febrero ni en marzo. Es una ocasión en la que los solteros se reúnen para compartir experiencias y disfrutar de la compañía mutua, brindando un espacio especial para aquellos que no participaron en las festividades previas de los días festivos anteriormente mencionados. El plato principal en la mesa durante este día es el jajangmyeon: fideos en una deliciosa salsa negra espesa, acompañados de trozos de carne de cerdo y verduras. Además, el propio celebrante se viste de negro, dando un toque simbólico y festivo al Día negro. Si dos o más personas celebran este día juntas, es común que se quejen de la falta de relaciones íntimas y regalos de chocolate, siguiendo la costumbre en Corea del Sur, donde es tradicional regalarse chocolate tanto en el día de San Valentín como en el día blanco. Además, durante esta celebración, se pueden encontrar entretenimientos y promociones relacionadas con el emparejamiento, como las «citas rápidas» o disfrutar de un plato de jajangmyeon.
Los especialistas en mercadotecnia han desempeñado un papel crucial en la creación y popularización de este feriado no oficial.